# Jack O’Halloran
Jack O’Halloran (ur. 8 kwietnia 1943 w Filadelfii) – amerykański aktor filmowy i bokser. Odtwórca roli Nona w filmach Superman (1978) i Superman II (1980).
W swej bokserskiej karierze, w latach 1966–1974, stoczył 57 walk na zawodowym ringu, spośród których wygrał 34 (w tym 17 przez nokaut). W 1970 w Madison Square Garden w Nowym Jorku stoczył przegrany pojedynek z mistrzem olimpijskim George’em Foremanem.

## Wybrana filmografia
- Żegnaj, laleczko (1975) jako Moose Malloy
- King Kong (1976) jako Joe Perko
- Maszeruj lub giń (1977) jako Ivan
- Superman (1978) jako Non
- Superman II (1980) jako Non
- Kula z Baltimore (1980) jako Max
- Nieustraszony (1982-86; serial TV) jako Rawleigh (gościnnie, 1985)
- Napisała: Morderstwo (1984-96; serial TV) jako Lou Ross (gościnnie, 1985)
- Dziennik sierżanta Fridaya (1987) jako Emil Muzz
- Bohater i Strach (1988) jako Simon Moon
- Szef mafii (1990) jako Angelo
- Flintstonowie (1994) jako Yeti
- Diagnoza morderstwo (1993-2001; serial TV) jako Mickey (gościnnie, 1994)
- Witamy w czyśćcu (2015) jako Simon